# 南浦駅 (広州市)
南浦駅（なんぽ-えき）は、中華人民共和国広東省広州市番禺区南浦島（なんほとう）碧桂大道に位置する広州地下鉄2号線の駅である。

## 利用可能な鉄道路線
広州地下鉄
■2号線

## 駅構造
| 地下1階 | コンコース                   | 改札口、自動券売機、サービスセンター、駅商店、駅警備室、セキュリティ |                              |
| 地下2階 | 相対式ホーム、右側の扉が開く | 相対式ホーム、右側の扉が開く                                         | 相対式ホーム、右側の扉が開く |
|         | 2番線                        | 2号線 会江へ（広州南駅方面）                                         |                              |
|         |                              | 2号線 予備ホーム                                                     |                              |
|         | 島式ホーム、左側の扉が開く   |                                                                      |                              |
| 地下2階 | 1番線                        | 2号線 洛渓へ（嘉禾望崗方面）                                         |                              |

## 歴史
- 2010年9月25日 - 2号線開業。

## 隣の駅
広州地下鉄
■2号線
会江駅 203 - 南浦駅 204 - 洛渓駅 205